# پیر بلوندیو
پیر بلوندیو (فرانسوی: Pierre Blondiaux‎؛ ۲۳ ژانویه ۱۹۲۲ – ۱۴ آوریل ۲۰۰۳) قایقران روئینگ اهل فرانسه بود.
وی در مسابقات کشوری و بین‌المللی در مجموع برندهٔ ۱ مدال نقره، ۲ مدال برنز شده‌است.